# Communauté de communes du Pays de Langon
La communauté de communes du Pays de Langon était un établissement public de coopération intercommunale (EPCI) français, situé dans le département de la Gironde, en région Aquitaine.

## Historique
La Communauté de communes a été créée le 31 décembre 2002 par arrêté préfectoral sur la base de 14 communes participantes.
Au 1er janvier 2014, la communauté de communes du Pays de Langon a fusionné avec la communauté de communes du Pays Paroupian et la communauté de communes du canton de Villandraut pour former la communauté de communes du Sud Gironde. Cette fusion a été actée par arrêté préfectoral en date du 23 décembre 2013.

## Composition
La Communauté de communes était composée des 14 communes suivantes :
| Nom                     | Code Insee | Gentilé        | Superficie (km2) | Population (dernière pop. légale) | Densité (hab./km2) |
| ----------------------- | ---------- | -------------- | ---------------- | --------------------------------- | ------------------ |
| Langon (siège)          | 33227      | Langonnais     | 13,71            | 7 396 (2014)                      | 539                |
| Bieujac                 | 33050      | Bieujacais     | 6,97             | 548 (2014)                        | 79                 |
| Bommes                  | 33060      | Bommais        | 5,80             | 537 (2014)                        | 93                 |
| Castets-en-Dorthe       | 33106      | Casteriots     | 8,69             | 1 169 (2014)                      | 135                |
| Coimères                | 33130      | Coimmériens    | 12,91            | 962 (2014)                        | 75                 |
| Fargues                 | 33164      | Farguais       | 15,41            | 1 532 (2014)                      | 99                 |
| Léogeats                | 33237      | Léogeatais     | 19,61            | 795 (2014)                        | 41                 |
| Mazères                 | 33279      | Mazèriens      | 13,14            | 752 (2014)                        | 57                 |
| Roaillan                | 33357      | Roaillannais   | 11,48            | 1 600 (2014)                      | 139                |
| Saint-Loubert           | 33432      | Lupertiens     | 2,11             | 230 (2014)                        | 109                |
| Saint-Pardon-de-Conques | 33457      | Perdonnais     | 6,68             | 568 (2014)                        | 85                 |
| Saint-Pierre-de-Mons    | 33465      | Pierre-Montois | 9,27             | 1 178 (2014)                      | 127                |
| Sauternes               | 33504      | Sauternais     | 11,32            | 766 (2014)                        | 68                 |
| Toulenne                | 33533      | Toulennais     | 6,58             | 2 541 (2014)                      | 386                |

## Administration
| Période                                  | Période | Identité         | Étiquette | Qualité |
| ---------------------------------------- | ------- | ---------------- | --------- | --- |
| 2008                                     | 2013    | Philippe Plagnol | PS-DVG    | Maire de Langon (2014-), président de la CC du Sud Gironde (2014-), président du syndicat mixte du Pays des Rives de Garonne (2008-) |
| Les données manquantes sont à compléter. |         |                  |           | |